# Cienfuegosia affinis
Cienfuegosia affinis är en malvaväxtart som först beskrevs av Carl Sigismund Kunth, och fick sitt nu gällande namn av Bénédict Pierre Georges Hochreutiner. Cienfuegosia affinis ingår i släktet Cienfuegosia och familjen malvaväxter. Inga underarter finns listade i Catalogue of Life.

## Bildgalleri

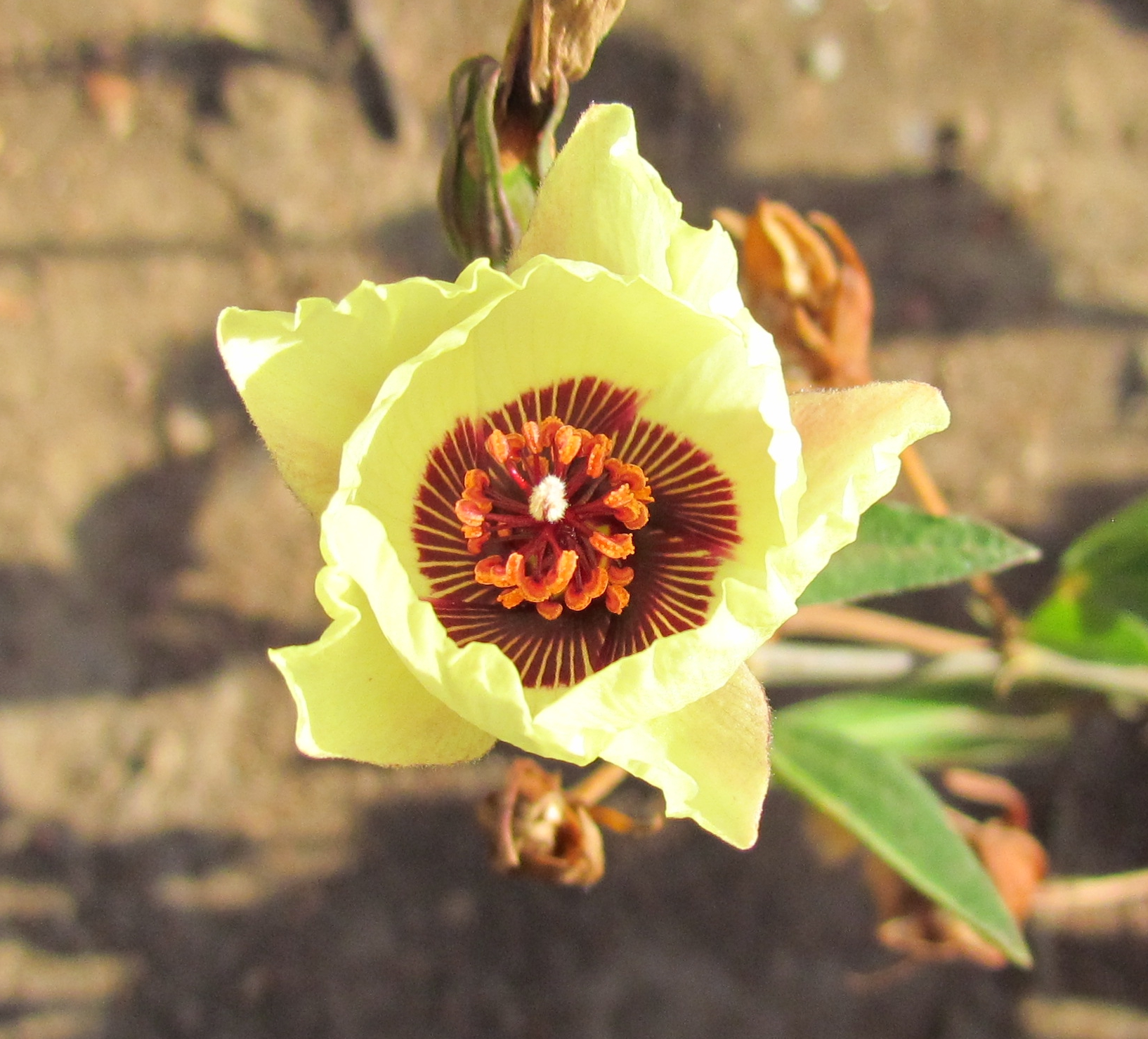